# El Paraíso, Álamo Temapache
El Paraíso är en ort i Mexiko.   Den ligger i kommunen Álamo Temapache och delstaten Veracruz, i den sydöstra delen av landet, 220 km nordost om huvudstaden Mexico City. El Paraíso ligger 30 meter över havet och antalet invånare är 109.
Terrängen runt El Paraíso är platt. Runt El Paraíso är det ganska tätbefolkat, med 65 invånare per kvadratkilometer. Närmaste större samhälle är Álamo, 3,5 km norr om El Paraíso. Trakten runt El Paraíso består till största delen av jordbruksmark.